# Ornithidium pastoense
Ornithidium pastoense är en orkidéart som beskrevs av Rudolf Schlechter. Ornithidium pastoense ingår i släktet Ornithidium och familjen orkidéer.
Artens utbredningsområde är Colombia. Inga underarter finns listade i Catalogue of Life.